# Ryuthela secundaria
Ryuthela secundaria este un specie de păianjeni care fac parte din genul Ryuthela, familiei Liphistiidae. Numele genului este derivat din denumirea insulei Ryukyu și cuvântul grecesc θηλή (thel) -  mamelon, indicând forma organelor filiere. Lungimea corpului este de 10 - 12 cm, femelele sunt mai mari decât masculii. Opistosoma este segmentată, median se găsesc organele filiere. Chelicerele nu au glande veninoase, însă mușcătura lor poate provoca dureri. Receptacolul seminal femel este monolobat sau fuzionat.

Aceștea trăiesc doar în pădurile de pe insula Ryukyu